# 魏晋南北朝時代
魏晋南北朝時代（ぎしんなんぼくちょうじだい）とは、中国史において、後漢末期の黄巾の乱から始まり、隋が中国を再び統一するまで、同時代の中国本土に複数の王朝が割拠していた時期を表す（184年-589年）。ただし、西晋によるごく短い統一王朝時代（31年間）がこの中に含まれる。
なお、長江中下流域（江南）における六朝時代がほぼこの時期と対応している。

## 概略
（本項では時代区分の用語のみ説明し、詳細はそれぞれ三国時代・五胡十六国時代・南北朝時代を参照。）
この時代を表す言葉には複数ある。後漢の滅亡の220年から西晋の統一280年までを三国時代と呼び、この時代には魏・呉・蜀の三国が争覇した事で有名である。中国における貴族が台頭した時代でもあった。
280年から始まった西晋の統一時代はわずか31年間と言う短い時間で終わり、311年の永嘉の乱で実質的に西晋は滅びた（完全に滅びたのは316年）。司馬睿ら生き残った晋の皇族・貴族は南へ逃れて建康にて亡命政権を作った。これが東晋である。
一方、華北では西晋を滅ぼした前趙を初めとした匈奴ら南下した遊牧民が中心となった国が興亡した。西晋を滅ぼした前趙（当初の国号は漢）が興起した304年から、439年の北魏による華北の再統一までを五胡十六国時代と呼んでいる。しかしこの胡の字には異民族に対する差別的な意味合いがあるため使用が控えられ、それに代わって東晋十六国の名前が使われ始めている。ただ五胡十六国時代の範囲には東晋滅亡後の20年ほども含んでいるため、この用語も完全に適切とは言い難い。
そして439年から589年の隋による南北統一までを南北朝時代と呼んでいる。
またこれとは別にこの時代に江南（中国語版、英語版）地域（長江流域）に発展した文化・経済を重要視する意味で三国時代の呉と東晋から宋・斉・梁・陳までの六の王朝を合わせて六朝時代とも呼んでいる。
このように呼び名が複数でかつ互いに重なっている年代もあり、非常に複雑である。また後漢の滅亡は220年だが、それより前から後漢の皇帝（霊帝-献帝）の実権は無くなっており、184年の黄巾の乱の時点からを中国分裂時代の始まりと見るべきとの考えと、西晋の統一期間はごく短いもので、ここを含めて一時代と見るべきとの意見を合わせた観点から、この魏晋南北朝時代の用語が使われる。

## 多大なる中国語の変化
この時代は西晋の一時的な統一時代があったものの相次ぐ戦乱により人口の減少、民族の大移動が起こった。特に五胡十六国時代以降、多くの異民族の介入の起こった中原を初めとする北方は中国語にも劇的な変化をもたらした。西晋以前の上古中国語は八王の乱以降、介入した異民族に支配交代の度、支配した異民族に都合の良い発音に変化し、上古音にみられた sl-, pl-, kl-, gn-等の複雑な重子音が消滅し単純化した。一方、古代漢民族が避難した南方のエリアは音節末子音が残り現代でも客家語や粤語、閩語、呉語などの南方方言に受け継がれている。隋による南北朝統一より初唐までに中国全土が中古音の中古中国語に変化した。

## 日本の歴史空白期
西暦266年から413年にかけて中国の歴史文献における倭国の記述がなく詳細を把握できないため、この間は「空白の4世紀」とも呼ばれる。これはこの時代が丁度ほぼ西晋・東晋の時代に当たり、270年から277年にかけての涼州で鮮卑系の禿髪樹機能らによる非漢民族の大規模な反乱、呉への侵攻と滅亡、八王の乱、永嘉の乱そして五胡十六国時代と度重なる大規模な戦乱で当時の日本の諸国との交流が断絶してしまったためによる。
一方で、これらの戦乱から逃れてきた人々が弥生人や渡来人として日本に渡ってきたと考えられる。